# Alfred Poloczek
Alfred Poloczek (ur. 4 października 1929 w Katowicach, zm. 29 grudnia 1998 w Katowicach) – polski piłkarz występujący na pozycji obrońcy lub napastnika. Wicemistrz Polski 1955.

## Kariera piłkarska
Wychowanek TuS Zalenze czyli późniejszego KS 06 Załęże. Następnie występował w Stali Katowice, z którą w 1949 r. awansował do II ligi i wywalczył z drużyną 5. miejsce. W 1951 r. w ramach odbywania służby wojskowej trafił do kadry CWKS Warszawa. 8 kwietnia 1951 r. w meczu CWKS Warszawa - Gwardia Szczecin (4:2) w barwach warszawskiego klubu zadebiutował w rozgrywkach I ligi. W kolejnym roku był zawodnikiem OWKS Wrocław. W 1953 zasilił drużynę Stali Sosnowiec występującą w II lidze. Pierwszy występ w sosnowieckiej Stali zaliczył 15 marca 1953 w meczu Gwardia Kielce - Stal Sosnowiec (1:1). 30 maja 1954 zdobył pierwszą bramkę w barwach Stali w meczu Stal Sosnowiec - Włókniarz Kraków (1:0). W tym samym roku wywalczył z drużyną awans do I ligi, a w 1955 r. świętował zdobycie wicemistrzostwa Polski. Ostatni występ w drużynie w Sosnowca to mecz z 1 grudnia 1957 - CWKS Warszawa - Stal Sosnowiec (3:0).

### Statystyki piłkarskie
W I lidze rozegrał 53 mecze jako zawodnik dwóch klubów:
- CWKS Warszawa - 1 mecz
- Stali Sosnowiec - 52 mecze.

| Sezon     | Klub           | Liga          | Mecze | Gole | Uwagi             |
| --------- | -------------- | ------------- | ----- | ---- | ----------------- |
| 1951      | CWKS Warszawa  | I liga        | 1     | 0    |                   |
| 1952      | OWKS Wrocław   | III liga      | 1     | 0    |                   |
| 1953      | Stal Sosnowiec | II liga       | ?     | ?    |                   |
| 1953/1954 | Stal Sosnowiec | Puchar Polski | 4     | 0    | półfinał          |
| 1954      | Stal Sosnowiec | II liga       | 20    | 2    | awans do I ligi   |
| 1954/1955 | Stal Sosnowiec | Puchar Polski | 1     | 0    |                   |
| 1955      | Stal Sosnowiec | I liga        | 14    | 0    | wicemistrz Polski |
| 1956      | Stal Sosnowiec | I liga        | 18    | 0    |                   |
| 1956/1957 | Stal Sosnowiec | Puchar Polski | 3     | 0    | ćwierćfinał       |
| 1957      | Stal Sosnowiec | I liga        | 20    | 0    |                   |
|           | suma           | III liga      | ?     | ?    |                   |
|           | suma           | II liga       | ?     | ?    |                   |
|           | suma           | I liga        | 53    | 0    |                   |
|           | suma           | Puchar Polski | 8     | 0    |                   |

## Sukcesy
- wicemistrzostwo Polski 1955 ze Stalą Sosnowiec
- awans do I ligi 1954 ze Stalą Sosnowiec
- półfinał Pucharu Polski 1954 ze Stalą Sosnowiec